# Jolanta Rostworowska
Jolanta Rostworowska (ur. 8 marca 1935) – polska muzykolożka, stała przedstawicielka przy UNESCO (1991–1995).

## Życiorys
Ukończyła studia muzykologiczne. Pracowała w impresariacie Polskiej Agencji Artystycznej „Pagart”. Była konsultantką i współorganizatorką I Festiwalu MIDEM CLASSIQUE w Cannes (1968/69). Pracowała jako koordynatorka pracy artystycznej Warszawskiej Opery Kameralnej oraz dyrektora biura Międzynarodowego Festiwalu Muzyki Współczesnej „Warszawska Jesień”. Redaktorka muzyczna Polskich Nagrań oraz Dyrekcji Nagrań Polskiego Radia. W latach 1991–1995 stała przedstawicielka RP przy UNESCO w Paryżu. W latach 1996–1998 koordynatorka projektu Forum Młodych przy Dyrektorze Generalnym UNESCO.
Od 2011 wiceprezeska, a od 2017 prezeska Towarzystwa Miłośników Muzyki Moniuszki.